# Montcalm County
Montcalm County is een county in de Amerikaanse staat Michigan.
De county heeft een landoppervlakte van 1.834 km² en telt 61.266 inwoners (volkstelling 2000). De hoofdplaats is Stanton.